# Корешниця
Коре́шниця (колишнє Курешаниця; мак. Корешница) — село у Північній Македонії, у складі общини Демир-Капія Вардарського регіону.
Населення — 382 особи (перепис 2002) в 103 господарствах.